# بلاتينوم دونز
بلاتينوم دونز (بالإنجليزية: Platinum Dunes)‏ هي شركة أمريكية لإنتاج الأفلام والتلفزيون تأسست عام 2001 بواسطة مايكل بي وبرادلي فولر وأندرو فورم. وهي معروفة بشكل أساسي بإنتاج أفلام الرعب منها فيلم مجزرة منشار تكساس (2003) و فيلم يوم الجمعة الثالث عشر ( 2009) و فيلم كابوس في شارع إلم (2010) و التطهير (2013) و فيلم ويجا (2014) و مكان هادئ (2018).